# Echeta minerva
Echeta minerva är en fjärilsart som beskrevs av William Schaus 1915. Echeta minerva ingår i släktet Echeta och familjen björnspinnare. Inga underarter finns listade i Catalogue of Life.